# ستيف باري
ستيف باري (بالإنجليزية: Steve Barry) (و. 1950  م) هو منافس ألعاب قوى من المملكة المتحدة، وويلز، ولد في كارديف، شارك في الألعاب الأولمبية الصيفية 1984.

## روابط خارجية
- ستيف باري على موقع الاتحاد الدولي لألعاب القوى (الإنجليزية)
- ستيف باري على موقع أوليمبيديا (الإنجليزية)